# Rusofilství
Rusofilství je projev obdivu a úcty k ruské kultuře a roli ruského lidu v dějinách. Složka českého politického myšlení v 19. a 20. stol., která u některých nacionalistů přerostla až do carofilství. Opakem rusofilství je pak rusofobie.